# Ngựa Galiceno
Ngựa Galiceno là một giống ngựa được phát triển ở Mexico, được nuôi từ những con ngựa do Hernán Cortés và những người "chinh phục" châu Mỹ khác mang đến từ Tây Ban Nha. Mặc dù có kích thước nhỏ, chúng thường được coi là một giống ngựa, chứ không phải là một ngựa giống lùn.
Lịch sử ngựa Galiceno đầu tiên được nhập khẩu vào Hoa Kỳ vào năm 1958 như là một phần của một đàn ngựa 135 con, nhiều con hoặc tất cả chúng trước đây là ngựa hoang Mexico. Năm 1959, Hiệp hội giống ngựa Galiceño được thành lập tại Hoa Kỳ để duy trì giống ngựa này, và năm 2005 đã quản lý việc đăng ký khoảng 7.000 con ngựa trên khắp Bắc Mỹ, với khoảng 20 con ngựa mới được đăng ký mỗi năm. Một số Galiceno cũng được đăng ký với cơ quan đăng ký ngựa ở Ấn Độ, được dành riêng để bảo tồn các dòng ngựa của người Hoa Kỳ bản địa.
Thử nghiệm DNA được thực hiện trên ngựa Galiceno ở Hoa Kỳ, bao gồm một trong những con ngựa ban đầu được đưa ra khỏi Mexico, đã tìm thấy các dấu hiệu tương tự như những con ngựa khác trong quần thể Ngựa Tây Ban Nha thuộc địa. Vào năm 2013, giống này được thêm vào Danh mục ưu tiên bảo tồn loài vật nuôi (TLC) trong danh mục "nghiên cứu", được dành riêng cho các giống cần nghiên cứu thêm về lịch sử, di truyền và các tiêu chuẩn giống của chúng. TLC ước tính số lượng ngựa giống này hiện nay ở Hoa Kỳ nằm khoảng từ 200 đến 300 con, với số lượng rất thấp các cá thể ngựa giống đang hoạt động sinh sản.